# Guiema
Guiema es el nombre de una variedad cultivar de manzano (Malus domestica). Esta manzana está cultivada en diversos viveros entre ellos algunos dedicados a conservación de árboles frutales en peligro de desaparición. Esta manzana es originaria de las Islas Baleares, donde tuvo su mejor época de cultivo comercial anterior a la década de 1960, y actualmente en menor medida aún se encuentra.

## Sinónimos
- "Manzana Guiema",[5][7][8]
- "Poma Guiema".

## Historia
Las Islas Baleares presenta unas condiciones de clima y de suelos buenos para el cultivo del manzano. De hecho existe una considerable variedad de cultivos autóctonos de manzano, fruto de la sabiduría y el esfuerzo de los agricultores, que durante generaciones han realizado cruces y mejoras de las variedades. En estas últimas décadas ya sea por presiones urbanísticas o por abandono de los cultivos en los campos, debida a la competencia con otras variedades de manzanas selectas foráneas, se han ido perdiendo parte de la riqueza de variedades frutales de la herencia. Actualmente hay iniciativas para evitar la pérdida irremediable de esta riqueza cultural y agrícola con iniciativas de conservación como el proyecto "Reviure" en Mallorca (con plantación de 160 frutales de la herencia), [Autores: José Moscardó Sáez Antoni Martorell Nicolau Proyecto Reviure-caib.es.PDF] o el banco de germoplasma de frutales del Jardín Botánico de Sóller.
'Guiema' está considerada incluida en las variedades locales autóctonas muy antiguas, cuyo cultivo se centraba en comarcas muy definidas. Se caracterizaban por su buena adaptación a sus ecosistemas y podrían tener interés genético en virtud de su adaptación. Se encontraban diseminadas por todas las regiones fruteras españolas, aunque eran especialmente frecuentes en la España húmeda. Estas se podían clasificar en dos subgrupos: de mesa y de sidra (aunque algunas tenían aptitud mixta).
'Guiema' es una variedad clasificada como de mesa; difundido su cultivo en el pasado por los viveros comerciales y cuyo cultivo en la actualidad se ha reducido a huertos familiares y jardines privados.

## Características
El manzano de la variedad 'Guiema' tiene un vigor Medio; florece a inicios de mayo; tubo del cáliz estrecho, alargado, a veces en embudo con el tubo muy estrecho, y con los estambres insertos por la mitad.
La variedad de manzana 'Guiema' tiene un fruto de tamaño medio a pequeño; forma esfero-cónica irregular, aplastada en su base, con contorno asimétrico; piel suavemente untuosa; con color de fondo verde-amarillo, siendo el color del sobre color rojo vino, importancia del sobre color alta, siendo su reparto en chapa / rayas, con pinceladas suaves en tono vinoso, al mismo tiempo alguna que otra mancha del mismo tono que se reparten más o menos espaciadas por toda la superficie, acusa punteado ruginoso entremezclado con otros semejantes a burbujas, y una sensibilidad al "russeting" (pardea miento áspero superficial que presentan algunas variedades) débil; pedúnculo muy corto y de grosor medio, anchura de la cavidad peduncular es amplia, profundidad de la cavidad peduncular profunda, con el fondo ruginoso que estrelladamente sobresale por encima de los bordes, borde irregular, ondulado, y con importancia del "russeting" en cavidad peduncular media; anchura de la cavidad calicina estrecha, profundidad de la cav. calicina poco profunda, frecuentemente superficial y más levantada de un lado, y con la importancia del "russeting" en cavidad calicina muy débil; ojo, pequeño, entreabierto o totalmente abierto; sépalos pequeños, finos, algunos erectos y con las puntas vueltas hacia fuera.
Carne de color crema verdoso; textura pastosa; sabor característico de la variedad, agradable; corazón pequeño, centrado; eje entreabierto y cóncavo; celdas de variada forma, alargadas unas y arriñonadas otras. Semillas de color claro, de mediano tamaño.
La manzana 'Guiema' tiene una época de maduración y recolección temprana en verano, se recolecta desde inicio de agosto hasta mediados de septiembre. Tiene uso como manzana de mesa fresca.